# Torrent de Sant Grau
El Torrent de Sant Grau és un torrent afluent per l'esquerra del Cardener transcorre pels termes municipals de Navès i Clariana de Cardener (Solsonès), Montmajor (Berguedà) i Cardona (Bages).
En la primera part del seu curs és conegut com la Rasa de la Guingueta

## Xarxa hidrogràfica
La xarxa hidrogràfica del Torrent de Sant Grau està integrada per 22 cursos fluvials que sumen una longitud total de 19.242 m.

## Afluents destacables
- Rasa de Cal Soldat

## Mapa del seu curs
- Web de l'ICC: Mapa de la seva conca